# Akaki Chanidze
Akaki Chanidze (en géorgien : აკაკი გაბრიელის ძე შანიძე), né le 14 février 1887 (26 février dans le calendrier grégorien) à proximité de Koutaïssi, ville géorgienne de l'Empire russe, et mort le 29 mars 1987 à Tbilissi, est un linguiste et philologue géorgien, fondateur de la kartvélologie et cofondateur de l'université d'État de Tbilissi. Diplômé de l'université de Saint-Pétersbourg en 1913, il fut un disciple de Nikolaï Marr, avant de se détourner de lui en critiquant sa théorie des langues japhétiques.

## Biographie

### Origines familiales et enfance
Akaki Chanidze naît le 26 février 1887 dans le village de Kvemo Nogha, près de Koutaïssi, en Géorgie occidentale. Il était le fils de Gabriel Okropiri Chanidze, un érudit, clerc de l'Église orthodoxe géorgienne qui se consacrait à l'agriculture, tandis que la mère Efizo (Efemia) Sharashenidze, fille de Job, était femme au foyer. Akaki Chanidze était le quatrième fils de la famille. Son père, qui aurait souhaité avoir une fille, se retrouve avec un fils supplémentaire auquel il était difficile de donner une éducation. Akaki avait trois ou quatre ans lorsque ses parents ont été forcés de vendre leur maison d'Oda en raison de la pauvreté, et pendant sept ans, il a vécu dans une maison dite au rez-de-chaussée, sans porte et au toit de chaume. Il se blesse plusieurs fois étant enfant.
Les frères d'Akaki ont étudié à Ozourguéti. C'est auprès d'eux qu'il a appris à lire et à écrire à la maison. Après avoir été diplômé de l'école paroissiale du village, en 1897, Akaki a poursuivi ses études à l'école théologique de Koutaïssi, où il s'est illustré avec talent et bravoure. Il est rentré chez lui en vacances et a aidé ses parents aux tâches ménagères avec ses frères. Son père lui a appris le travail acharné et la persévérance, la loyauté et l'amour du travail.

### Formation scolaire à Koutaïssi
En 1903, Akaki Chanidze termine ses études au séminaire de Koutaïssi. En 1904, il entre au « Gymnase classique », l'équivalent géorgien du lycée, où il a été admis en troisième année, en tenant compte du niveau de préparation. En 1907, après avoir terminé la cinquième année, il se prépare en été, sautant la sixième année et passant les examens directement en septième année. En 1908-1910, Akaki Chanidze publie ses œuvres littéraires de jeunesse sous les pseudonymes : « Gurji » et « Akaki le Petit ».
Akaki Chanidze a failli être expulsé du gymnase à cause du discours qu'il a prononcé à l'occasion du 50e anniversaire d'Akaki Tsereteli alors qu'il était en huitième année. Le texte du futur académicien portait sur les voies de développement de la littérature géorgienne du XIXe siècle, les motifs du romantisme dans les poèmes historiques d'Akaki Tsereteli et les causes de cette orientation littéraire. Le lendemain soir, le conseil pédagogique du gymnase a été convoqué, où la question de l'incident de l'anniversaire a été discutée. Certains des enseignants ont exigé l'expulsion d'Akaki Chanidze du gymnase, cependant, l'inspecteur du gymnase, Mikheil Sagaradze, n'a pas jugé approprié de renvoyer Akaki du gymnase pour un certain nombre de raisons. Enfin, au troisième trimestre de l'année scolaire, Akaki Chanidze a été sanctionné trois fois pour son comportement. Il termine ses études au Gymnase de Koutaïssi en 1909 avec une médaille d'argent.
À l'été 1909, alors qu'il séjournait chez son oncle dans le village de Khorkhi, Vaja-Pchavela invita les Chanidze à dîner. Akaki Chanidze rencontra alors personnellement le poète géorgien.

### Parcours universitaire à Saint-Pétersbourg
À l'automne 1909, Akaki Chanidze s'inscrit à la Faculté des langues orientales de l'Université de Saint-Pétersbourg. Il a été enseigné par des orientalistes de renommée mondiale et d'éminents scientifiques russes : Nikolaï Marr en philologie géorgienne-arménienne, Ivane Javakhishvili en histoire géorgienne, Alexander Schmidt en langue arabe, V. Joukovski en langue persane, V. Barthold en Histoire de l'Orient entre autres. À partir de 1909, Akaki Chanidze était membre de la commission de révision du « Cercle scientifique des étudiants géorgiens » de l'Université de Saint-Pétersbourg, dont il fut le secrétaire à partir de 1910 et président à partir de 1911.
En mai-août 1910, afin de perfectionner ses connaissances en langue allemande, Akaki Chanidze se rendit en Allemagne. La même année, alors qu'il se trouvait à Saint-Pétersbourg, le futur linguiste rencontra à nouveau l'écrivain géorgien Akaki Tsereteli, qui était en route vers son pays natal depuis la France. En 1911, à la suggestion de son professeur Nikolaï Marr, la Faculté des langues orientales de l'Université de Saint-Pétersbourg envoya Akaki Chanidze en Pchavie et en Khevsourétie pour collecter des matériaux dialectologiques. Akaki n'a passé qu'un mois dans ces régions, mais il a écrit un nombre considérable de textes, compilé un dictionnaire dialectal de Pshauri et Khevsureti et étudié les principales caractéristiques phonétiques-grammaticales de ces langues. Akaki Chanidze a également rendu visite à l'écrivain Vaja-Pchavela dans le village de Chargali.
En 1912, Konstantine Gamsakhurdia visita Akaki Chanidze pendant plusieurs mois dans une « petite cellule étudiante à Saint-Pétersbourg ». Comme le note l'écrivain, Akaki a toujours été attentif à son travail et a eu une longue correspondance lors de son séjour à Königsberg et Leipzig. En mai 1913, Akaki Chanidze est diplômé de l'Université de Saint-Pétersbourg et, sur la recommandation de Nikolaï Marr, il part pour se préparer au poste de professeur de la chaire de philologie géorgienne et arménienne.

### Carrière scientifique
En 1912-1913, Akaki Chanidze contribue à des notices importantes dans les volumes III, IV, V et VI de l'Encyclopédie russe, notamment : « Vakhtang VI », « Vakhushti », « Davit Guramishvili », « Besarion Gabashvili », « Alphabet géorgien », « Littérature géorgienne », « Langue géorgienne » et d'autres encore. Durant l'été 1913, sur ordre de l'Académie impériale des sciences, Akaki SChanidze a de nouveau été envoyé en Géorgie pour étudier les montagnes. Le jeune chercheur a visité les villages de Ksilivi, Pasanauri, Gudamakari, Dumatkho, Bakurkhevi, Tusheti, Tianeti, Mtiuleti, Pshavi, Khevi, en Khevsourétie. Au cours de ce voyage, Akaki Chanidze rencontre pour la troisième fois Vaja-Pchavela. Les deux hommes se rencontrent pour la quatrième et dernière fois à l'été 1915, lorsque le poète malade est couché dans l'infirmerie militaire située dans le bâtiment du gymnase géorgien (l'actuel bâtiment I de l'Université d'État de Tbilissi).
En 1914, Akaki Chanidze était en voyage de terrain à Etchmiadzin. En juillet 1914, des moustiques l'ont infecté par le paludisme, il est tombé malade et a déménagé à Alexanderpol (aujourd'hui Gyumri). Qu'elle ait été réparée ou non, il a immédiatement commencé à apprendre une nouvelle langue arménienne. En 1915, Akaki Chanidze réussit les examens oraux de maîtrise dans le domaine spécial de la linguistique géorgienne. Puis la description des manuscrits géorgiens de la Bibliothèque publique de Petrograd (aujourd'hui Saint-Pétersbourg) a commencé. De plus, dans l'imprimerie de l'Académie russe des sciences, il a commencé à imprimer une recherche sur les préfixes verbaux géorgiens. La même année, il place l'une de ses premières études linguistiques dans la collection scientifique publiée par le Cercle scientifique de Tbilissi sous la direction d'Ivane Javakhishvili. En 1916, sous les instructions de la Société historique et ethnographique de Géorgie, il fut envoyé en Mingrélie à des fins scientifiques et étudia spécialement le mingrélien. Il a passé deux semaines dans les villages de Ratcha, Ghe et Glola pour collecter des matériaux dialectologiques et ethnographiques.
Akaki Chanidze est l'un des cofondateurs de l'Université d'État de Tbilissi en 1918, en étant même le premier à soutenir une thèse à l'université. Dans cet établissement, il a dirigé les facultés de langue arménienne, de langue géorgienne et de langue géorgienne classique. En 1939, il est nommé membre correspondant de l'Académie des sciences de l'URSS. En 1941, il a été élu l'un des membres fondateurs de l'Académie nationale géorgienne des sciences, où il a été vice-président de 1948 à 1950. 
Chanidze était l'un des fondateurs de la kartvélologie du XXe siècle et l'auteur de plusieurs ouvrages fondateurs sur l'étude de la langue et de la littérature géorgiennes. Sa présentation de la nouvelle langue géorgienne est devenue la base de l'enseignement moderne de la langue géorgienne dans les écoles et les universités de Géorgie. Il a apporté une contribution significative à la lecture et à la datation des inscriptions géorgiennes et à la découverte et à l'attribution d'anciennes preuves écrites albanaises. Il a reconstitué la version originale du poème épique national géorgien Le Chevalier à la peau de panthère de Chota Roustavéli, datant du XIIe siècle environ. Il a apporté une contribution significative au folklore géorgien en publiant de la poésie des peuples khevsour et svane. Parmi ses étudiants figuraient de nombreux scientifiques géorgiens et soviétiques tels qu'Arnold Tchikobava et Shota Dzidziguri, le Norvégien Hans Vogt et l'Allemande Gertrud Pätsch. En 1968, il a reçu un doctorat honorifique de la Faculté de philosophie de l'université Friedrich Schiller d'Iéna. Le « prix Akaki Chanidze » porte son nom.

### Distinctions et fin de vie
Par la résolution du 29 mai 1938, Akaki Chanidze a reçu un certificat honorifique du Tsaki de Géorgie. Le 11 janvier 1943, Akaki Chanidze a reçu le titre de « scientifique honoré » par décret du Conseil suprême de la RSS de Géorgie. En 1966, il a été élu docteur honoris causa de l'Université Friedrich Schiller d'Iéna, et en 1967, il a reçu le titre de « scientifique honoré » de la RSS d'Arménie.
En 1938, A. Chanidze a reçu le « certificat d'honneur » du Tsaki de la RSS de Géorgie. En 1941, il a reçu l'Ordre de l'insigne d'honneur. En 1945, il a reçu l'Ordre de la bannière rouge du travail, puis l'Ordre de Lénine (en 1953, 1967 et 1971), en 1975, il a reçu l'Ordre de l'amitié de Peuples, et en 1981, il a reçu l'Ordre de la révolution d'Octobre. Trois fois en 1945, 1960 et 1970, Akaki Chanidze a reçu le prix « Pour un travail courageux ». En 1983, il a reçu la Médaille de Vétéran du Travail.
En 1953, Akaki Chanidze a reçu le premier prix scientifique de l'Université d'État de Tbilissi pour son livre Bases de la grammaire de la langue géorgienne. En 1972, Akaki Chanidze a reçu le prix Ivane Javakhishvili pour son travail scientifique consacré au centre ecclésiastique et culturel géorgien de Petritsani en Bulgarie. En signe de reconnaissance universelle et d'amour du peuple, Akaki Chanidze a été élu citoyen d'honneur de Tbilissi (1979), Dmanissi (1982), Samtredia (1984) et Ikalto (1985). En 1987, le linguiste reçoit le prix d'État Shota Rustaveli pour sa contribution philologique à l'œuvre du poète du même nom.
Akaki Chanidze meurt à l'âge de cent ans le 29 mars 1987 et est enterré au Panthéon de l'université de Tbilissi.

## Ouvrages
- 1935 : Kartulis krest’omatia leksik’oniturt 1. krest’omatia, Tbilisi, Sakhelmts’ipo universit’et’is gamomtsemloba.
- 1947 : Ts’ignni dzuelisa aghtkumisani. 978 ts’lis khelnats’eris mikhedvit. t’.I. nak’veti 1. dabadebisai da gamosvlatai, Tbilisi, sakartvelos ssr metsnierebata ak’ademiis gamomtsemloba.
- 1948 : Ts’ignni dzuelisa aghtkumisani. 978 ts’lis khelnats’eris mikhedvit. t’.I. nak’veti 2. levit’eltai. msajultai. rutisi. iobisi. esaiaisi, Tbilisi, Sakartvelos ssr metsnierebata ak’ademiis gamomtsemloba.
- 1956 : Vepkhis-t’q’aosnis simponia, Tbilisi : St’alinis sakhelobis tbilisis sakhelmts’ipo universit’et’is gamomtsemloba.
- 1957 : Kartuli enis st’rukt’urisa da ist’oriis sak’itkhebi I, Tbilisi : st’alinis sakhelobis tbilisis sakhelmts’ipo universit’et’is gamomtsemloba.
- 1966 : Vepkhist’q’aosnis sak’itkhebi, Tbilisi : Tbilisis universit’et’is gamomtsemloba.
- 1966 : Sak’itkhavi ts’igni dzvel kartul enashi II, Tbilisi : Tbilisis universit’et’is gamotsema. (motsemulia dzveli kartuli enisa da lit’erat’uris mnishvnelovani dzeglebis vrtseli leksik’uri maragi, tsnobebi dzeglebisa da mati enis shesakheb).
- 1973 : Kartuli enis grammatik'is sapudzvlebi, Tbilisi : Tbilisis Universit'et'is Gamomcemloba, 1973. Seconde édition.
- 1976 : Dzveli kartuli enis gramat’ik’a daarkivebuli 2020-09-29 sait’ze, Tbilisi : Tbilisis universit’et’is gamomtsemloba. (shests’avlilia dzveli kartuli enis ponet’ik’is, morpologiisa da sint’aksis dziritadi sak’itkhebi).
- 1977 : avec A. Mart’irosovi et A. Jishiashvili, Ch’il-et’rat’is iadgari, Tbilisi : Metsniereba.
- 1979 : Salit’erat’uro kartuli sach’irborot’o sak’itkhebi, Tbilisi: Ganatleba. (ts’ignshi motsemulia ts’erilebi kartuli salit’erat’uro enisa da damts’erlobis sach’irborot’o sak’itkhebis taobaze).
- 1982 : Altgeorgisches Elementarbuch, 1. Teil : Grammatik der altgeorgischen Sprache - element’aruli ts’igni dzveli kartuli enis shesasts’avlad, 1-li nats’ili, dzveli kartuli enis gramat’ik’a, Tbilissi : Staatsuniversitat Tbilissi. Tbilisi : Tbilisis universit’et’is gamomtsemloba.